# Gergely Karácsony
Gergely Szilveszter Karácsony (Fehérgyarmat, 11 de junio de 1975) es un politólogo y político húngaro, que fue alcalde de Zugló desde 2014 a 2019, y desde ese año es alcalde de Budapest.

## Biografía
Karácsony se afilió al recién formado partido La Política Puede Ser Diferente en 2009. Durante las elecciones parlamentarias de 2010, fue jefe de campaña del partido. Se convirtió en diputado por la lista regional de Budapest. En mayo de 2010, fue elegido vicepresidente de la fracción parlamentaria del LMP. Como consecuencia, abandonó el bufete Medián.
Fue el candidato del partido en las elecciones parciales del Distrito II de Budapest en 2011. Quedó tercero con el 6,45%, tras Zsolt Láng y Katalin Lévai. Tanto el MSZP como el LMP acordaron que el candidato con menos votos se retiraría en favor del más votado; sin embargo, Karácsony también participó en la segunda vuelta.
En enero de 2013, el congreso del LMP rechazó la cooperación electoral con otras fuerzas de la oposición, incluido Juntos 2014. Como resultado, los miembros de la plataforma "Diálogo por Hungría" del LMP, incluyendo a Karácsony, anunciaron su decisión de abandonar el partido de la oposición y formar una nueva organización. Benedek Jávor, líder de la plataforma, afirmó que los ocho diputados que abandonaban el LMP conservarían sus mandatos parlamentarios. Los diputados salientes establecieron Diálogo por Hungría como un partido de pleno derecho.
En junio de 2014, Karácsony fue elegido copresidente de Diálogo por Hungría junto con Tímea Szabó, cuando su predecesor, Jávor, se convirtió en eurodiputado en las elecciones al Parlamento Europeo de 2014. Karácsony ganó las elecciones a la alcaldía de Zugló durante las elecciones locales de 2014 como candidato conjunto del Partido Socialista Húngaro, la Coalición Democrática y la alianza Juntos 2014-Diálogo por Hungría. Según las nuevas normas, también se convirtió en miembro de la Asamblea General de Budapest.
En abril de 2017, Karácsony fue reelegido colíder del Diálogo para Hungría y también fue designado candidato de su partido a primer ministro en las elecciones parlamentarias de 2018. El Partido Socialista Húngaro también eligió a Karácsony como su candidato a primer ministro en diciembre de 2017. Ambos partidos decidieron presentarse conjuntamente a las elecciones nacionales de 2018. En consecuencia, Juntos rescindió su acuerdo de cooperación con el Diálogo para Hungría. Bajo el liderazgo de Karácsony, la lista conjunta MSZP-PM obtuvo el 11,91% de los votos y quedó en tercer lugar, después del Fidesz y el Jobbik.
Fue miembro de la Asamblea Nacional entre 2010 y 2014 y alcalde de Zugló entre 2014 y 2019. Sus áreas de investigación son sistemas electorales y comportamientos electorales.
En junio de 2019, en las primeras elecciones primarias de la oposición, fue elegido como candidato de la oposición. Si bien Jobbik no apoyó directamente a Karácsony, el partido optó por no presentar un candidato en su contra. Esto dejó a Karácsony como el único candidato de la oposición para el cargo de alcalde de Budapest en las elecciones locales de 2019, frente al alcalde en ejercicio, István Tarlós, quien contaba con el apoyo de la coalición gobernante, Fidesz-KDNP. Posteriormente, ganó las elecciones el 13 de octubre de 2019 con el 50,86 % de los votos a su favor, frente al 44,10 % de Tarlós.
Por iniciativa de Karácsony, los alcaldes de las capitales de los cuatro países del Grupo de Visegrádo firmaron el Pacto de Ciudades Libres en Budapest en diciembre de 2019. El pacto promueve los valores comunes de libertad, dignidad humana, democracia, igualdad, Estado de derecho, justicia social, tolerancia y diversidad cultural. Ganó popularidad internacional en 2021, cuando renombró cuatro calles de Budapest como "Calle Hong Kong Libre", "Calle de los Mártires Uigures", "Calle del Dalai Lama" y "Calle del Obispo Xie Shiguang" en protesta por la decisión del gobierno húngaro de abrir una sede de la Universidad de Fudan en Budapest. Esta, en 2019, modificó sus estatutos, eliminando la frase "independencia académica y libertad de pensamiento" e incluyendo "compromiso de seguir el liderazgo del Partido Comunista", lo que Karácsony y los miles de ciudadanos húngaros que protestaron contra la apertura de la Universidad China de Hong Kong consideraron una señal de la expansión excesiva de la influencia china en Hungría.